# Liubé
Liubé (Любэ́ en ruso) es un grupo musical ruso formado en 1989 en la localidad de Liúbertsi, Moscú, ciudad que da nombre a la banda, también interpretan canciones militares y chansons rusas.
El grupo se formó en 1989 por el cantautor Igor Matvienko y Nikolái Rastorgúyev. Desde entonces han publicado 18 álbumes.

## Historia
La banda está formada por seis integrantes, entre ellos Matvienko y Rastorgúyev (este último galardonado al Artista del Pueblo de Rusia). A mediados de los años 90, publicaron un álbum de covers de Los Beatles. En 2004, lanzaron a la venta Rasseya en el que se incluye una remasterización de uno de sus antiguos singles y un tributo al estilo rock del himno nacional. Lyubè tan solo ha producido una canción en inglés titulada No More Barricades con el que formaron parte de la democracia de Rusia.
El grupo es una de las pocas bandas musicales de rock and roll que dispone de un gran número de fanes de diferentes edades, desde niños hasta hombres y mujeres entrados en la mediana y tercera edad pasando por un público adolescente. El presidente Vladímir Putin alegó ser un seguidor más del grupo en uno de sus conciertos.

## Integrantes

### Actuales
- Nikolái Rastorgúyev (vocal)
- Vitali Lóktev (teclado, acordeón)
- Aleksandr Yerojin (batería)
- Anatoli Kuleshov (bajo vocal, coro)
- Dmitry Streltsov (guitarra bajo)

### Anteriores
- Rinat Bajteyev (1989)
- Yuriy Ripyaj (1990-91)
- Aleksandr Davydov (1989)
- Aleksandr Weinberg (1990-92)
- Sergei Bashlykov (1991-93)
- Vyacheslav Tereshonok (1989-1993)
- Yevgueni Nasibulin (1991-94)
- Oleg Zenin (1991-92)
- Aleksandr Nikolayev (1989-96)
- Anatoliy Kuleshov (1989-09)
- Yuriy Rymanov (1998-08)
- Aleksei Khokhlov (2000-10)
- Paul Usanov (1996-2016)

## Discografía

### Álbumes de estudio
- (1989) Atas
- (1992) Kto skazal, chto my plokho zhili...?
- (1994) Zona Lyube
- (1996) Kombat
- (1997) Pesni o lyudyakh
- (2000) Polustanochki
- (2002) Davai za...'
- (2005) Rasseya
- (2009) Svoi
- (2015) Za tebia, Rodina-Mat`

### Conciertos en directo
- (1997) Sobraniye sochineniy
- (1998) Pesni iz kontsertnoi programmy "Pesni o lyudyakh" v KKZ "Pushkinskiy"
- (2001) Sobraniye sochineniy. Tom 2
- (2002) Lyubilei. Luchshiye pesni
- (2004) Rebyata nashego polka
- (2007) V Rossii
- (2008) Sobraniye sochineniy. Tom 3
- (2012) 55
- (2012) luchshiye pesni 1989-2012
- (2014) 15/3/2014 (concierto más famoso de sus canciones)

## Canciones
1. Kombat
2. Davai Za
3. Kon'
4. Soldat
5. Russkie
6. Za tebya
7. Za tebya-Rodina mat
8. Atak

## Canciones especiales
1. Himno Rock de Rusia.
2. Krasnaya Armiya (The red army is the strongest)
3. Revolution (solo Nikolay Rastorguyev en Inglés)